# Charles Winckler
Charles Gustav Winckler Wilhelm (Frederiksberg, 9 de abril de 1867-Frederiksberg, 17 de diciembre de 1932) fue un deportista danés que compitió en lanzamiento, natación y tira y afloja. Iba a competir en tres pruebas de natación en los Juegos Olímpicos de Atenas 1896, pero no participó en ninguna. Posteriormente, compitió en los Juegos Olímpicos de París 1900 en lanzamiento de disco y lanzamiento de peso masculinos representando a Dinamarca, aunque no llegó a la final en ninguna de las dos. Junto a competidores suecos, ganó la medalla de oro en el torneo de tira y afloja de los juegos.
A nivel nacional, Winckler representó a Handelsstandens AK. Fue tres veces campeón nacional de lanzamiento de peso y una vez campeón de lanzamiento de disco. Durante ocho años, mantuvo el récord nacional de lanzamiento de peso, mientras que el de lanzamiento de disco lo mantuvo durante once años.

## Biografía
Charles Gustav Wilhelm Winckler nació el 9 de abril de 1867 en Frederiksberg, Dinamarca. A nivel nacional, representó al club deportivo Handelsstandens AK, con sede en Copenhague. Estaba previsto que compitiera representando a Dinamarca en los Juegos Olímpicos de Atenas 1896 como nadador, aunque no participó en sus pruebas. Participó en los 100 metros libres masculinos, 500 metros libres masculinos y 1200 metros libres masculinos.
Winckler compitió principalmente en lanzamiento de bala y lanzamiento de disco masculino. De 1896 a 1903, ostentó el récord nacional de lanzamiento de peso y, de 1897 a 1907, el de lanzamiento de disco. Formó parte del equipo danés en los Juegos Olímpicos de París 1900, compitiendo en dichas pruebas. En la ronda clasificatoria de lanzamiento de peso masculino, el 14 de julio, registró una distancia de 10,76 metros y no se clasificó para la final, quedando décimo entre los 11 competidores de la prueba. También compitió en la ronda clasificatoria de lanzamiento de disco masculino ese mismo día. Registró una distancia de 32,50 metros y no se clasificó para la final, quedando octavo en la general.
En los mismos juegos, compitió con un equipo escandinavo compuesto por daneses y suecos en el torneo de tira y afloja el 16 de julio. Allí, derrotaron al único otro equipo inscrito, el Racing Club de France, por 2 a 0. Ganaron la medalla de oro.
Tras los Juegos Olímpicos de París 1900, se convirtió en campeón danés de lanzamiento de peso entre 1901 y 1903 y de lanzamiento de disco en 1902. Murió el 17 de diciembre de 1932 en Frederiksberg.